# Biển Mặt Trăng

Hình Mặt Trăng với một vài biển và hố chính

Biển Mặt Trăng (tiếng Anh: Lunar mare) là các vùng mặt phẳng bazan rộng và tối của Mặt Trăng được hình thành bởi các vụ phun trào núi lửa cổ đại. Chúng được gọi là maria, trong tiếng Latinh có nghĩa là "biển", bởi những nhà thiên văn học trước đây nhầm tưởng là biển thật. Những biển này có suất phản chiếu thấp hơn ở "vùng cao" nên kết quả là chúng xuất hiện dưới một màu tối khi nhìn bằng mắt thường. Biển chiếm 16% bề mặt Mặt Trăng nhưng hầu hết đều ở vùng nhìn thấy được từ Trái Đất. Một vài biển trên vùng nửa không nhìn thấy được của Mặt Trăng nhỏ hơn và nằm hầu hết ở các hố lớn. Thuật ngữ truyền thống cũng được dùng trên Mặt Trăng là biển (thay thế cho oceanus), tương tự như hồ (thay thế cho lacus), đầm (thay thế cho palus), và vịnh (thay thế cho sinus). Ba thuật ngữ được kể cuối cùng sẽ có diện tích nhỏ hơn biển nhưng có cùng đặc điểm và tính chất tự nhiên.
Tên của các biển thường dựa theo tính chất (Humorum (ẩm), Imbrium (mưa rào), Insularum (đảo), Nubium (mây), Spumans (bọt), Undarum (sóng), Vaporum (sương mù), Procellarum (bão tố), Frigoris (lạnh)), thuộc tính (Australe (phương nam), Orientale (phương đông), Cognitum (tri thức), Marginis (cạnh)), hoặc cảm giác (Crisium (khủng hoảng), Ingenii (thông minh), Serenitatis (thanh bình), Tranquillitatis (bình yên)). Mare Humboldtianum và Mare Smythii là hai tên cuối cùng được đặt tên theo tên người, và sau này không theo khuynh hướng đặt tên này nữa. Khi Mare Moscoviense được tìm ra bởi Luna 3, tên của nó được Liên bang Xô Viết đề nghị và được chấp thuận bởi Hiệp hội Thiên văn Quốc tế nhưng với lời bào chữa cho rằng tên Moscow là tên được đặt theo cảm giác.

## Danh sách các biển và đại dương trên Mặt Trăng
| Tên Latinh           | Tên Tiếng Anh                 | Tên Tiếng Việt (tạm dịch) | Vĩ độ   | Kinh độ  | Đường kính (km) |
| -------------------- | ----------------------------- | ------------------------- | ------- | -------- | --------------- |
| Mare Anguis          | Serpent Sea                   | Biển Rắn                  | 22.6° N | 67.7° E  | 150             |
| Mare Australe        | Southern Sea                  | Biển Phương Nam           | 38.9° S | 93.0° E  | 603             |
| Mare Cognitum        | Sea of Knowledge              | Biển Tri Thức             | 10.0° S | 23.1° W  | 376             |
| Mare Crisium         | Sea of Crises                 | Biển Khủng Hoảng          | 17.0° N | 59.1° E  | 418             |
| Mare Fecunditatis    | Sea of Fecundity              | Biển Sinh Sản             | 7.8° S  | 51.3° E  | 909             |
| Mare Frigoris        | Sea of Cold                   | Biển Lạnh                 | 56.0° N | 1.4° E   | 1596            |
| Mare Humboldtianum   | Sea of Alexander von Humboldt | Biển Humboldt             | 56.8° N | 81.5° E  | 273             |
| Mare Humorum         | Sea of Moisture               | Biển Ẩm                   | 24.4° S | 38.6° W  | 389             |
| Mare Imbrium         | Sea of Showers                | Biển Mưa Rào              | 32.8° N | 15.6° W  | 1123            |
| Mare Ingenii         | Sea of Cleverness             | Biển Thông Minh           | 33.7° S | 163.5° E | 318             |
| Mare Insularum       | Sea of Islands                | Biển Đảo                  | 7.5° N  | 30.9° W  | 513             |
| Mare Marginis        | Sea of the Edge               | Biển Cạnh                 | 13.3° N | 86.1° E  | 420             |
| Mare Moscoviense     | Sea of Moscow                 | Biển Moscow               | 27.3° N | 147.9° E | 277             |
| Mare Nectaris        | Sea of Nectar                 | Biển Mật Hoa              | 15.2° S | 35.5° E  | 333             |
| Mare Nubium          | Sea of Clouds                 | Biển Mây                  | 21.3° S | 16.6° W  | 715             |
| Mare Orientale       | Eastern Sea                   | Biển Phương Đông          | 19.4° S | 92.8° W  | 327             |
| Mare Serenitatis     | Sea of Serenity               | Biển Thanh Bình           | 28.0° N | 17.5° E  | 707             |
| Mare Smythii         | Smyth's Sea                   | Biển Smyth                | 1.3° N  | 87.5° E  | 373             |
| Mare Spumans         | Foaming Sea                   | Biển Bọt                  | 1.1° N  | 65.1° E  | 139             |
| Mare Tranquillitatis | Sea of Tranquility            | Biển Bình Yên             | 8.5° N  | 31.4° E  | 873             |
| Mare Undarum         | Sea of Waves                  | Biển Sóng                 | 6.8° N  | 68.4° E  | 243             |
| Mare Vaporum         | Sea of Vapors                 | Biển Sương Mù             | 13.3° N | 3.6° E   | 245             |
| Oceanus Procellarum  | Ocean of Storms               | Đại dương Bão Tố          | 18.4° N | 57.4° W  | 2568            |

Cũng có một khu vực trên  Mặt Trăng bị xác định nhầm là một biển và được đặt tên là Mare Desiderii (Biển Khát Vọng). Nó không còn được công nhận. Các biển cũ khác bao gồm:
- Mare Parvum  ("Biển Nhỏ"), ngay phía đông miệng núi lửa Inghirami.
- Mare Incognitum ("Biển Không Xác Định").
- Mare Novum  ("Biển Mới"), phía đông bắc của miệng núi lửa Plutarch.
- Mare Struve (" Biển Struve "), gần miệng núi lửa Messala.

## Tuổi
Độ tuổi của đá bazan được xác định bằng đồng vị phóng xạ và bởi kỹ thuật đếm hố. Độ tuổi phóng xạ có từ 3,16 đến 4,2 Ga, trong khi độ tuổi trẻ nhất được xác định bởi kỹ thuật đếm hố là khoảng 1,2 Ga (1 Ga = 1 tỉ năm tuổi). Tuy thế mà các biển bazan này phun trào từ giữa khoảng 3 và 3,5 Ga. Các biển phun trào bazan diễn ra ở nửa không nhìn thấy thường già hơn, trong khi dòng chảy trẻ nhất được tìm thấy ở gần bên trong Oceanus Procellarum. Sự phun trào bazan có thể phun ra bên trong, hoặc chảy đi, thành những lưu vực thấp, Oceanus Procellarum không tương tự như những lưu vực đã biết trước đó.